# Lucien Deiss
Lucien Deiss (* 2. September 1921 in Eschbach (Bas-Rhin); † 9. Oktober 2007 in Chevilly-Larue (Val-de-Marne)) war ein französischer Priester und Theologe sowie Komponist und Dichter von Kirchenliedern.
Deiss trat 1942 in die Missionsgesellschaft vom heiligen Geist (Spiritaner) ein. Er lehrte bis 1948 am Priesterseminar in Brazzaville, der Hauptstadt von Französisch-Äquatorialafrika. Nach seiner Rückkehr nach Europa war er am Seminar der Spiritaner in Chevilly-Larue tätig. Er wirkte als Liturgieberater beim 2. Vatikanischen Konzil mit und setzte sich im Rat zur Durchführung der Konstitution der heiligen Liturgie für die Liturgiereform ein. 
Lucien Deiss schuf Hunderte liturgischer Gesänge und Lieder, oft mit biblischen Texten. Etliche seiner Werke fanden in millionenfacher Auflage Verbreitung. So schrieb er 1954 die Melodie des Liedes Lobt und preist die herrlichen Taten des Herrn, das mit einem deutschen Text von Diethard Zils im Evangelischen Gesangbuch (Nr. 429) steht. 
In deutscher Übersetzung erschien 1961 sein Buch Marie, fille de Sion.